# Dasypolia caflischi
Dasypolia caflischi là một loài bướm đêm trong họ Noctuidae.